# Nort-sur-Erdre
Nort-sur-Erdre település Franciaországban, Loire-Atlantique megyében. Lakosainak száma 9448 fő (2022. január 1.). Nort-sur-Erdre Saffré, Casson, Héric, Joué-sur-Erdre, Petit-Mars, Sucé-sur-Erdre és Les Touches községekkel határos.

## Népesség
A település népességének változása:
| Lakosok száma | 4436 | 5050 | 5362 | 7031 | 8272 | 8539 | 8763 | 9082 | 9198 | 9448 |
|               | 1968 | 1982 | 1990 | 2006 | 2013 | 2015 | 2017 | 2019 | 2020 | 2022 |